# ラリー・ジークフリード
ラリー・ジークフリード (Larry Siegfried, 1939年5月22日 - 2010年10月14日) は、アメリカ合衆国の元バスケットボール選手。オハイオ州シェルビー出身。正確なフリースローとディフェンスを武器に1960年代に黄金期を築いたボストン・セルティックスを支え、5回の優勝に貢献した。

## 学生時代
シェルビー郊外の農園が広がる地区で育ったジークフリードは、家の納屋にぶら下げたバスケットに向かい、何時間もシュート練習をするような少年時代を過ごした。シェルビー高校に通い始めたジークフリードはいよいよ才能を開花させ、1957年のシーズンには平均38得点をあげ、チームを州チャンピオンシップに導き、オハイオの年間最優秀選手に選ばれた。
大学はオハイオ州立大学に進学し、後の殿堂入り選手であるジェリー・ルーカスやジョン・ハブリチェックらとプレイした。1959-60シーズンの同校の先発メンバー、4年生のジョー・ロバーツ、3年生のジークフリード、2年生のルーカス、ハブリチェック、メル・ノーウェルは全員が後にNBA選手となっており、またベンチには後にカレッジバスケの名物コーチとなるボビー・ナイトも控えていた。後に振り返れば非常に豪華なメンバーだったこのシーズンのチームは、NCAAトーナメントを勝ち抜いて、見事に優勝を果たした。ジークフリードは1960-61シーズンにキャプテンとしてチームを率い、シーズン無敗でNCAAトーナメントに乗り込むも、決勝でシンシナティ大学の前にオーバータイムの末に惜敗し、惜しくも連覇の夢は叶わなかった。ジークフリートはカンファレンスのオールチーム、オールアメリカ3rdチーム、NCAAFinal4トーナメントチームに選ばれた。

## NBAキャリア

### NBA入り前
大学を卒業したジークフリードは1961年のNBAドラフトでシンシナティ・ロイヤルズから3位指名を受けるが、ジークフリードはNCAAトーナメント連覇の夢を砕いたシンシナティ大学のある街に行く気にはどうしてもなれず、1961-62シーズンをABLのクリーブランド・パイパーズで過ごした。この一件でジークフリードはシンシナティの「Public Enemy No.1（公共の敵No.1）」となり、ジークフリードも最後までロイヤルズのユニフォームを着ることを拒み続けた。なおこのシーズンビル・シャーマンが指揮し、ジークフリードとディック・バーネットを擁したパイパーズはリーグ優勝を遂げている。結局ロイヤルズはジークフリードの所有を諦め、1963-64シーズンにジークフリードをセントルイス・ホークスにトレードした。
ABLは1963年に消滅するが、ホークスはジークフリードの所有権を放棄してしまい、行き場を失った彼は引退を余儀なくされ、高校のコーチとなった。しかし大学時代のチームメイトであるジョン・ハブリチェックが、彼の所属するボストン・セルティックスのヘッドコーチレッド・アワーバックにジークフリードに紹介したことで、彼のNBA入りへの道が拓けた。
すでに5連覇を達成し、当時無敵を誇っていたセルティックスは、サム・ジョーンズにK.C.ジョーンズという当時最高峰のバックコート陣を擁しており、ジークフリードの入る余地は無いかに見えたが、ベンチ層の薄さに懸念を持っていたアワーバックはハブリチェックが紹介する人物に興味を持ち、保障無しの1000ドル契約でジークフリードを雇うことにした。ジークフリードはボストン王朝の一員となったのである。

### ボストン王朝
お試し期間である1963-64シーズンは31試合、平均8.4分の出場で3.3得点の成績に終わったが、セルティックスはこのシーズンもNBAファイナルを制し、ジークフリードはルーキーイヤーから優勝を経験した。
2年目の1964-65シーズンに入り、NBAの水にも慣れたジークフリードは、王朝チームで徐々に存在感を示していくようになる。3年目の1965-66シーズンには完全にローテーション入りを果たし、平均13.7得点まで数字を伸ばし、さらにこのシーズンに記録したフリースロー成功率88.1%はリーグ1位にランクされた。
この期間にセルティックスは連覇記録をさらに8まで伸ばし、王朝の名をほしいままにするが、ジークフリードは2人のジョーンズのバックアップとして、またセルティックスの強さを支える強力ディフェンスを構成する選手の一人として、優勝に大きく貢献するようになっていた。特に粘り強いディフェンスは高い評価を得、そのディフェンスはまるで相手に「彼のTシャツを着ているようだ」と錯覚させるほどだった
1965-66シーズンにセルティックスは9回目の、ジークフリードにとっては3回目の優勝を遂げるが、シーズン終了後にセルティックスは変革の時を迎えた。レッド・アワーバックがコーチを辞し、後任にビル・ラッセルが選手兼任のまま就任。新体制で迎えた1966-67シーズン、セルティックスは60勝21敗と八連覇時代に何ら引けを取らない成績を収めるが、プレーオフではフィラデルフィア・76ersの前に破れ、ついに連覇記録が途絶えた。
このシーズンを最後にセルティックスのプレイメーカーだったK.C.ジョーンズが引退。この事はチーム内でのジークフリードの価値を飛躍的に高め、1967-68シーズンにはアシスト数を大きく伸ばし、チームトップとなる平均4.7アシストを記録。セルティックスも変革の時期を乗り切り、見事に王座に返り咲いた。さらに翌1968-69シーズンにはジークフリードはキャリアハイとなる14.2得点4.7アシスト、2度目のリーグ1位となるフリースロー成功率86.4%を記録した。セルティックスはこの年のファイナルも制し、優勝回数を11回に伸ばし、ジークフリードも5つ目のチャンピオンリングを手に入れた。
しかしこの年にビル・ラッセルとサム・ジョーンズが引退し、ボストン王朝は今度こそ終焉の時を迎えた。セルティックスは世代交代を進めるべく、1970年のエクスパンション・ドラフトではジークフリードをプロテクトせず、ジークフリードのサンディエゴ・ロケッツ移籍が決まった。
30代に入り、次第に衰え始めたジークフリードはラストシーズンをロケッツから移籍したアトランタ・ホークスで過ごした。NBA通算成績は9シーズン550試合の出場で、5,960得点1,950アシスト、平均10.8得点3.5アシスト、フリースロー成功率85.4%だった。

## 死去
2010年10月14日、心臓発作の為に死去。71歳没。

## 主な業績
- NCAAトーナメント優勝：1960年
- NBAファイナル制覇：1964年－1966年, 1968年, 1969年
- フリースロー成功率1位：1966年, 1969年

## 脚註
1. ↑  Larry Siegfried, who led Ohio St. to title and won 5 championships with Celtics, dead at 71 Los Angeles Times 2010-10-15